# Miroslav Sovič
Miroslav Sovič (* 9. března 1970, Košice) je bývalý slovenský fotbalista, záložník.

## Fotbalová kariéra
Hrál za FC Lokomotíva Košice, FC Nitra, FK Jablonec, FK Dukla Banská Bystrica, 1. FC Košice, AC Sparta Praha, FK Viktoria Žižkov a Al Shabab. V evropských pohárech odehrál 11 utkání a dal 1 gól. Se Spartou získal mistrovský titul.
Za reprezentaci Slovenska nastoupil v 12 utkáních a dal 1 gól.